# リンデンリリー
リンデンリリー（欧字名:Rinden Lily、1988年3月16日 - 2008年5月5日）は、日本の競走馬、繁殖牝馬。
1991年のエリザベス女王杯（GI）優勝馬である。夭折した騎手岡潤一郎に生涯唯一のGIタイトルをもたらした。

## 経歴

### デビューまで
向別牧場は、北海道浦河町の競走馬生産牧場である。1972年東京優駿（日本ダービー）優勝のロングエースを生産した岡崎牧場代表の次男、岡崎敏彦が一念発起して、決まっていた大学の獣医学部進学を辞めて、馬産に取り組んでいた。実家での修行を経て、支援を受けながら独立していた。
向別牧場では当初、サンプリンスやトランスアランティックなどといった種牡馬に固執し、同じような父の産駒ばかり生産する傾向にあった。そんな頃の1984年、基礎繁殖牝馬の子孫とトランスアランティックの交配で生まれたエーコートランスが活躍した。エーコートランスは、1990年の根岸ステークス（GIII）を優勝し、牧場生産馬初の重賞タイトルをもたらすことになった。
遡って1984年、向別牧場は繁殖牝馬ラドンナリリーを迎えていた。父キタノカチドキのラドンナリリーは、地方競馬である南関東競馬にて競走馬となり、1981年の東京3歳優駿牝馬を優勝していた。この勝利をきっかけに将来を期待されていた。しかし骨折して引退に追い込まれ、繁殖牝馬となっていた。
ラドンナリリーの初年度は不受胎に終わったが、2年目には初仔となるサンプリンス産駒を、続いてパーソロン産駒の3番仔を産んでいた。ここまでラドンナリリーの産駒は、岡崎によれば、脚が長い体型になる傾向にあった。そこで種牡馬は、中和できるよう反対に脚の短いミルジョージを選んでいた。ミルジョージの産駒には、この当時ロッキータイガーなどが活躍していた。ロッキータイガーは、脚の短いミルジョージの産駒にもかかわらず、脚が長かった。岡崎は中和、あるいは活躍する傾向にある脚の長い体型のミルジョージ産駒を狙い、ラドンナリリーに交配させていた。
1986年、初めてミルジョージと交配し、翌1987年に3番仔となる牡馬を得ていた。そして同年、2年連続でミルジョージとの交配を断行していた。1988年3月16日、北海道浦河町の向別牧場にて、ラドンナリリーの4番仔となる栗毛の脚の長い牝馬（後のリンデンリリー）が誕生する。4番仔は当歳の頃、売却図られてセリに上場され、1000万円で落札された。
4番仔は、林田秋利の所有として「リンデンリリー」という名前で競走馬となり、栗東トレーニングセンターの調教師野元昭が管理を担った。野元によれば、牧場にいた頃は目立つ方ではなかったという。しかし入厩後調教を重ねるうちに、急成長を遂げていた。

### 競走馬時代
3歳末の1990年12月2日、京都競馬場の新馬戦（ダート1400メートル）に須貝尚介が騎乗してデビューを果たした。9番人気の支持だったが覆し、5馬身差で初出走初優勝を果たしていた。年をまたいでクラシックシーズンが到来した1991年、野元はその手応えから、クラシック第1弾の桜花賞参戦を考えていた。それに向けて1月6日の紅梅賞（OP）に参戦し、再び9番人気という低評価だったが覆して1位入線を果たしていた。しかし直線、内側にもたれており、他の馬の進路を妨害したと認定された。前年に導入された降着処分が下され、関西地区で適用最初の降着例、しかも史上初めてとなる1位入線後降着例となる、13着敗退となった。
その後ソエあるいは骨折に祟られて休養を強いられ、春のクラシック参戦は叶わなかった。永井晴二によれば「幻の桜花賞馬」だったという。7月27日、小倉競馬場の日向特別（500万円以下）で復帰して4着となった後、9月の中京競馬場開催に差し掛かってから、状態が急激に良化するようになっていた。9月7日の条件戦2着を挟み、同21日の馬籠特別（500万円以下）で武豊に導かれて優勝し、2勝目を挙げた。
続いて陣営は10月20日、牝馬三冠最終戦であるエリザベス女王杯のトライアル競走・ローズステークス（GII）に参戦する。2勝馬ゆえに除外の可能性もあり、同日の条件戦への同時登録で備えもしていたが、重賞出走を叶えていた。陣営はエリザベス女王杯出走を目指していた。ローズステークスすら出走が危ない賞金のリンデンリリーが、エリザベス女王杯出走を叶えるには3着以内に入り、優先出走権を確保することが求められた。騎手には武に代わって、岡潤一郎が起用された。
クラシック上位で武が騎乗するスカーレットブーケ、重賞3着キリスパート、桜花賞2着ヤマノカサブランカ、6着ヤマヒサエオリア、重賞2勝ミルフォードスルーが立ちはだかる14頭立てとなる中、リンデンリリーは、スカーレットブーケに次ぐ2番人気だった。スタートから先行して好位を確保し、平均ペースを追走した。第3コーナーに差し掛かると、中団につけていたヤマノカサブランカが引っ掛かり気味に進出して先頭を奪取し、スカーレットブーケも進出していた。しかしリンデンリリーはつられずに温存し、直線に向いてから末脚を発揮していた。前方では押し切りを図るヤマノカサブランカやスカーレットブーケがいたが、それを差し切りを果たしていた。スカーレットブーケに4馬身以上、ヤマノカサブランカに半馬身差をつけて優勝し、重賞初優勝。狙いの優先出走権を確保していた。

そして11月10日、牝馬三冠最終戦のエリザベス女王杯（GI）出走を果たした。この年の牝馬クラシックは、シスタートウショウ、イソノルーブル、スカーレットブーケ、ミルフォードスルー、ノーザンドライバーという関西馬の「五強」によって争われた。実力伯仲の混戦となる中で桜花賞はシスタートウショウが、優駿牝馬（オークス）はイソノルーブルが手にしていた。そして迎えた三冠最終戦は、まずシスタートウショウとノーザンドライバーは戦線を離脱して参戦できなかった。残るスカーレットブーケとミルフォードスルーは不調で、イソノルーブルは調整の遅れから直行での参戦となるなど不安が残り、「五強」は瓦解状態。代わりにリンデンリリーが有力視され、イソノルーブルを上回る1番人気に支持されていた。
スタートからイソノルーブルが先行して2番手を追走する一方、リンデンリリーは馬群の内側、好位を追走していた。スローペースとなる中、ローズステークスと同じように引っ掛かったヤマノカサブランカが早めに進出する流れになったが、リンデンリリーはつられずに仕掛けのタイミングを遅らせていた。直線に向いてからは、外側から末脚を発揮して、逃げるイソノルーブルやヤマノカサブランカに接近。余力のない2頭をすぐにかわしてからは、他の馬を寄せ付けず独走を果たした。内側にもたれながら走り続けて決勝線に到達、ヤマノカサブランカに2馬身差をつけていた。
エリザベス女王杯戴冠、GI初優勝を果たしていた。1983年ロンググレイス、1986年メジロラモーヌに続いて史上3頭目となるトライアル競走・ローズステークスからの連勝優勝だった。さらに1980年ハギノトップレディに並んで史上最短タイとなるキャリア7戦目でのエリザベス女王杯戴冠を果たしていた。
ただ決勝線通過まもなく、リンデンリリーは失速していた。岡は減速させて止める間際に違和感に気づき、近くを走った千田輝彦から後ろ肢の違和感を指摘されて、下馬をする選択をしていた。リンデンリリーは、前脚に故障をきたし、後ろ肢で庇いながら走破して優勝を勝ち取り、後ろ肢が不格好な歩様になっていたところを千田と岡が気づいていた。記念撮影には再び岡が騎乗して納まったが、すぐに馬運車で運ばれて退場した。診断は右前浅屈健不全断裂で競走能力喪失となり、そのまま競走馬引退に追い込まれた。岡曰く、ゴール直前で内側にヨレた際には、既に故障していたのだという。
シスタートウショウ、イソノルーブルとともに3頭で牝馬三冠を分け合ったこの年のJRA賞最優秀4歳牝馬は、全176票中109票を集めたシスタートウショウだった。一方リンデンリリーは32票に留まり、33票イソノルーブルに次ぐ第3位という序列だった。
なお岡は、オグリキャップでの敗退などの経験を乗り越えた21歳でGI初勝利を果たしていた。最多勝利新人騎手も受賞した経験のある岡は、若手の注目株だったが、リンデンリリーで第一歩を踏み出していた。しかし翌々1993年、落馬事故にて重体に陥って24歳で死去した。結局のところ岡は、リンデンリリーのエリザベス女王杯が生涯唯一のGIタイトルだった。

### 繁殖牝馬時代
競走能力喪失となったが命は助かったリンデンリリーは、繁殖牝馬として供用された。初めは静内町の岡田牧場にて生産し、浦河町の福田牧場を挟んで厚真町の阿部牧場でも生産した。2007年までに12頭の仔を遺し、2008年からは歩行困難になっていた。同年5月5日、厚真町の阿部牧場にて20歳で死亡した。産駒では2000年、浦河町生産の7番仔であるヤマカツリリーが重賞を優勝する活躍を果たしている。
また牝系は受け継がれており、ひ孫（初仔リンデンジョオーの孫）のコマノインパルス（父:バゴ、母父:フジキセキ）は、2017年京成杯（GIII）を優勝し、クラシック戦線に加わった。さらに玄孫（初仔リンデンジョオーのひ孫）のメイドイットマム（父:ノヴェリスト、母父:ゼンノロブロイ）は、2022年の東京2歳優駿牝馬を優勝し同年度のNARグランプリ2歳最優秀牝馬を受賞。さらに翌2023年の浦和桜花賞も優勝した。

## 競走成績
以下の内容は、netkeibaおよびJBISサーチに基づく。
| 競走日     | 競馬場 | 競走名           | 格  | 距離 （馬場） | 頭 数 | 枠 番 | 馬 番 | オッズ （人気） | 着順 | タイム （上り3F） | 着差        | 騎手     | 斤量 [kg] | 1着馬 （2着馬）        | 馬体重 [kg] |
| ---------- | ------ | ---------------- | --- | ------------- | ----- | ----- | ----- | --------------- | ---- | ----------------- | ----------- | -------- | --------- | ---------------------- | ----------- |
| 1990.12.02 | 京都   | 3歳新馬          |     | ダ1400m（重） | 12    | 5     | 8     | 16.0（9人）     | 01着 | 1:26.6 (49.8)     | -0.8        | 須貝尚介 | 53        | （ナリタレッドバード） | 420         |
| 1991.01.06 | 京都   | 紅梅賞           | OP  | 芝1200m（良） | 14    | 5     | 8     | 16.0（9人）     | 13着 | 1位入線降着       | 1位入線降着 | 須貝尚介 | 53        | フレンチパッサー       | 420         |
| 0000.07.27 | 小倉   | 日向特別         | 5下 | ダ1700m（不） | 12    | 8     | 12    | 02.7（2人）     | 04着 | 1:49.8 (41.9)     | -0.6        | 武豊     | 53        | スズカケンホウ         | 434         |
| 0000.09.07 | 中京   | 4歳上500万下     |     | ダ1700m（良） | 11    | 1     | 1     | 01.6（1人）     | 02着 | 1:47.1 (37.6)     | -0.1        | 武豊     | 53        | スリーリゾーム         | 428         |
| 0000.09.21 | 中京   | 馬籠特別         | 5下 | 芝2000m（良） | 9     | 6     | 6     | 01.9（1人）     | 01着 | 2:00.2 (35.0)     | -0.8        | 武豊     | 53        | （スイホービート）     | 428         |
| 0000.10.20 | 京都   | ローズS          | GII | 芝2000m（良） | 14    | 7     | 11    | 02.9（2人）     | 01着 | 2:01.4 (47.1)     | -0.1        | 岡潤一郎 | 55        | （ヤマノカサブランカ） | 434         |
| 0000.11.10 | 京都   | エリザベス女王杯 | GI  | 芝2400m（良） | 18    | 6     | 11    | 02.4（1人）     | 01着 | 2:29.6 (48.7)     | -0.3        | 岡潤一郎 | 55        | （ヤマノカサブランカ） | 434         |

## 血統
| リンデンリリーの血統                   | リンデンリリーの血統             | リンデンリリーの血統      | （血統表の出典）          | （血統表の出典）    |
| 父系                                   | ミルリーフ系                     | ミルリーフ系              | ミルリーフ系              | [ § 2 ]             |
| 父 *ミルジョージ Mill George 1975 鹿毛 | 父の父Mill Reef 1968 鹿毛        | Never Bend                | Nasrullah                 | Nasrullah           |
| 父 *ミルジョージ Mill George 1975 鹿毛 | 父の父Mill Reef 1968 鹿毛        | Never Bend                | Lalun                     |                     |
| 父 *ミルジョージ Mill George 1975 鹿毛 | 父の父Mill Reef 1968 鹿毛        | Milan Mill                | Princequillo              | Princequillo        |
| 父 *ミルジョージ Mill George 1975 鹿毛 | 父の父Mill Reef 1968 鹿毛        | Milan Mill                | Virginia Water            |                     |
| 父 *ミルジョージ Mill George 1975 鹿毛 | 父の母Miss Charisma 1967 鹿毛    | Ragusa                    | Ribot                     | Ribot               |
| 父 *ミルジョージ Mill George 1975 鹿毛 | 父の母Miss Charisma 1967 鹿毛    | Ragusa                    | Fantan                    |                     |
| 父 *ミルジョージ Mill George 1975 鹿毛 | 父の母Miss Charisma 1967 鹿毛    | *マタティナ               | Grey Sovereign            | Grey Sovereign      |
| 父 *ミルジョージ Mill George 1975 鹿毛 | 父の母Miss Charisma 1967 鹿毛    | *マタティナ               | Zanzara                   |                     |
| 母 ラドンナリリー 1979 栗毛            | 母の父キタノカチドキ 1971 鹿毛   | *テスコボーイ             | Princely Gift             | Princely Gift       |
| 母 ラドンナリリー 1979 栗毛            | 母の父キタノカチドキ 1971 鹿毛   | *テスコボーイ             | Suncourt                  |                     |
| 母 ラドンナリリー 1979 栗毛            | 母の父キタノカチドキ 1971 鹿毛   | ライトフレーム            | *ライジングフレーム       | *ライジングフレーム |
| 母 ラドンナリリー 1979 栗毛            | 母の父キタノカチドキ 1971 鹿毛   | ライトフレーム            | グリンライト              |                     |
| 母 ラドンナリリー 1979 栗毛            | 母の母ヤマニガーサント 1964 栗毛 | *ガーサント               | Bubbles                   | Bubbles             |
| 母 ラドンナリリー 1979 栗毛            | 母の母ヤマニガーサント 1964 栗毛 | *ガーサント               | Montagnana                |                     |
| 母 ラドンナリリー 1979 栗毛            | 母の母ヤマニガーサント 1964 栗毛 | イチクニヒメ              | イツセイ                  | イツセイ            |
| 母 ラドンナリリー 1979 栗毛            | 母の母ヤマニガーサント 1964 栗毛 | イチクニヒメ              | クニハタ                  |                     |
| 母系(F-No.)                            | シユリリー(AUS)系(FN:7-d)        | シユリリー(AUS)系(FN:7-d) | シユリリー(AUS)系(FN:7-d) | [ § 3 ]             |
| 5代内の近親交配                        | Nasrullah 4×5×5=12.50%           | Nasrullah 4×5×5=12.50%    | Nasrullah 4×5×5=12.50%    | [ § 4 ]             |
| 出典                                   | 1. 2. 3. 4.                      | 1. 2. 3. 4.               | 1. 2. 3. 4.               | 1. 2. 3. 4.         |

## 繁殖成績

### 産駒
|        | 生年   | 馬名                     | 性 | 毛色   | 父                   | 管理調教師       | 戦績       | 供用       | 出典   |
| ------ | ------ | ------------------------ | -- | ------ | -------------------- | ---------------- | ---------- | ---------- | ------ |
| 初仔   | 1993年 | リンデンジョオー         | 牝 | 鹿毛   | リアルシャダイ       | 栗東・野元昭     | 12戦0勝    | （繁殖）   | [ 34 ] |
| 2番仔  | 1994年 | リンデンシラユリ         | 牝 | 鹿毛   | ダンシングブレーヴ   | 栗東・野元昭     | 6戦1勝     | （繁殖）   | [ 35 ] |
| 3番仔  | 1995年 | リンデンルレーブ         | 牝 | 栗毛   | ノーザンテースト     | 栗東・野元昭     | 12戦2勝    | （繁殖）   | [ 36 ] |
| 4番仔  | 1996年 | リンデンユタカオー       | 牡 | 栗毛   | サクラユタカオー     | 栗東・野元昭 →   | 21戦9勝    | 抹消       | [ 37 ] |
| 5番仔  | 1997年 | リンデンパッション       | 牡 | 栗毛   | サンデーサイレンス   | 栗東・野元昭     | （不出走） | （種牡馬） | [ 38 ] |
|        | 1998年 | 流産                     |    |        |                      |                  |            |            | [ 25 ] |
| 6番仔  | 1999年 | リンデンブーケ           | 牝 | 栗毛   | フォーティナイナー   | 佐賀・手島豊     | （不出走） | （繁殖）   | [ 39 ] |
| 7番仔  | 2000年 | ヤマカツリリー           | 牝 | 栗毛   | ティンバーカントリー | 栗東・松元茂樹   | 13戦2勝    | （繁殖）   | [ 40 ] |
| 8番仔  | 2001年 | （リンデンリリーの2001） | 牝 |        | フォーティナイナー   |                  | （不出走） |            | [ 25 ] |
|        | 2002年 | 不受胎                   |    |        | エルコンドルパサー   |                  |            |            | [ 25 ] |
| 9番仔  | 2003年 | ハナイチリン             | 牝 | 栗毛   | ボストンハーバー     | 栗東・飯田雄三 → | 17戦4勝    | （繁殖）   | [ 41 ] |
| 10番仔 | 2004年 | コンジキノシシオウ       | 牡 | 栗毛   | カリズマティック     | 美浦・国枝栄     | 3戦0勝     | 抹消       | [ 42 ] |
|        | 2005年 | （不受胎）               |    |        | ティンバーカントリー |                  |            |            | [ 25 ] |
| 11番仔 | 2006年 | メジャーステージ         | 牡 | 鹿毛   | ダンスインザダーク   | 栗東・崎山博樹 → | 42戦1勝    | 抹消       | [ 43 ] |
| 12番仔 | 2007年 | ファイナルリリー         | 牝 | 黒鹿毛 | ロージズインメイ     | 美浦・石毛善彦 → | 2戦0勝     | （繁殖）   | [ 44 ] |
|        | 2008年 | 不受胎                   |    |        | バゴ                 |                  |            |            | [ 25 ] |

### 子孫
- コマノインパルス[45]